# David Porcelijn
David Porcelijn (født 7. januar 1947) er chefdirigent ved Sønderjyllands Symfoniorkester i 2010/2011.
Fra konservatoriet i Haag har han en uddannelse som fløjtenist, dirigent og komponist.